# Senet de l'Índia
Cassia angustifolia és una planta subarbustiva de la família de les cisalpinàcies. Creix espontàniament a zones subdesèrtiques asiàtiques i africanes, i en particular a Aràbia, l'Índia, Egipte i Sudan on també és cultivada pel seu comerç. També és coneguda amb el nom de Senet, fulla de sen o folíol de sen. El nom Cassia angustifolia prové del grec "kasía", que significa d'origen oriental.

## Morfologia
Primerament podem classificar la planta segons el model de classificació que va proposar el botànic Christen C. Raunkiaer. Seguint aquest model la Cassia angustifolia pertany al grup dels faneròfits, ja que és una planta arbustiva, i dins d'aquest grup la subclassificarem dins de subgrup dels nanofaneròfits, ja que les gemmes persistents estan situades a menys de 2 metres d'alçada.
A continuació descriurem la planta d'una forma més específica centrant-nos en la morfologia general de la planta, dels seus fruits i de les seves flors.
La seva alçada pot arribar a ser de 35 a 100 cm, poques vegades arriba als 2 m d'alçada. L'arrel d'aquest arbust és axonomorfa i d'aquí és d'on surten unes tiges erectes de color verd pàl·lid.
Les branques van acompanyades de 4 o 5 parells de fulles. Morfològicament les fulles són de tipus compost paripinnades amb un nombre parell de folíols oposats. Els folíols són allargats, lanceolats, amb la base lleugerament asimètrica i l'àpex agut. L'estructura dels folíols és membranosa amb unes mesures de 3 a 5 cm x 5 a 8 mm. La cara inferior dels folíols és glabra, encara que la cara superior és pubescent. Aquests pèls se'ls anomena tricomes i són petits, en forma de coma, unicel·lulars i berrugosos.
Les seves flors són hermafrodites i estan disposades en forma de raïm, que mesura de 5 a 30 cm de longitud. La flor és zigomorfa i el periant és pentàmer, és a dir, presenta 5 sèpals i 5 pètals. Els pètals són de color verdós groguenc amb disposició ascendent.
L'androceu està compost per 10 estams lliures, dels quals generalment només 7 són fèrtils. El gineceu té l'ovari monocarpel·lar súper.
El fruit de sen és un llegum aplanat, més o menys arquejat (fol·licle), amb dues valves cartàcies i que pot mesurar de 4 a 6 cm de longitud i de 15 a 17 mm d'amplada. Els fruits són de color verd-terrós i poden contenir de 5 a 10 llavors depenent de la mida.

## Composició química
La seva composició química presenta majoritàriament derivats antracènics en un 2-3% als folíols i un 4% als fruits. Aquests poden ser antraquinones lliures o O-heteròsids.
- Antraquinones lliures (proporció menor al 0,1%): Reïna, aloe-emodol i crisofanol.
- O-heteròsids:

1. Glucòsids de monòmers: 8-glucosil reïna, 8-glucoil reïna-antrona
2. Glucòsids d'homodiantrones: Senòsids A i B, Glucosenòsids A i B
3. Glucòsids d'heterodiantrones: Senòsids C i D

Els fruits estan pràcticament compostos per senòsids A i B, mentre que als folíols hi ha gairebé la mateixa proporció de senòsids A i B com de C i D.

## Farmacologia
El fruit i la fulla de sen són laxants (a dosis baixes) i purgants (a dosis més altes). Actuen estimulant el peristaltisme de l'intestí gros i inhibeixen la reabsorció d'ions i l'enzim ATPasa i així modifiquen la permeabilitat de la mucosa intestinal. Els fruits presenten accions més suaus que els folíols. El senòsids es consideren profàrmacs perquè són inactius i requereixen una hidròlisi i una reducció al còlon per fer la seva acció, per això l'efecte no apareix fins a les 8 o 10 hores i pot durar fins a 2 o 3 dies. Poc després de ser ingerit ja es pot observar l'orina que es realitza als 20 o 30 minuts que apareix d'un color vermellós molt característic.
Hi ha diverses formes de consumir la planta, la més comuna és en infusió (les fulles de sen es troben fàcilment a la fàrmacia, a l'herbolari o a la parafarmàcia), però a més, al mercat també podem trobar altres formes farmacèutiques que contenen cassia angustifolia com càpsules, xarops, comprimits, gotes i pols per dissoldre en aigua.
A continuació descriurem el procediment a seguir per preparar la infusió de senet. Aquesta, a vegades, pot causar nausees i ganes de vomitar, per això s'aconsella l'addició de canyella, gingebre o altres espècies aromàtiques per tal de prevenir els vòmits.
A continuació descriurem la forma de preparar la infusió de Sen:
1. Primer agafarem 100 grams de fulles de Senet i 5 grams de gingebre tallat.
2. A continuació posarem a bullir 1 litre d'aigua destil·lada en una olla, amb els ingredients citats.
3. El temps de cocció serà d'aproximadament 15 minuts.
4. Llavors podrem observar que es forma un precipitat groguenc que ens indica que ja està preparada.
5. Finalment procedirem a ingerir la infusió, fent-ho molt a poc a poc.

A la Gran Bretanya hi ha una altra forma de beneficiar-se de les propietats medicinals d'aquesta espècie. Aquesta és ingerint les beines seques de la planta, encara que d'una manera restringida.

### Usos medicinals
Les propietats medicinals són usades principalment com a laxant ocasional, també s'utilitza com a purgant per proves radiològiques i en preparats per dietes d'aprimament. L'efecte laxant és molt útil després d'un menjar molt abundant que amenaça amb una indigestió. El seu efecte elimina amb rapidesa els descontrols diabètics ocasionals. Gràcies a una inhibició parcial de l'absorció de l'aigua a nivell de còlon, el seu efecte es tradueix en una acceleració de la motilitat d'aquest i en un augment en el volum de les defecacions. Com en el cas de la fràngula, no es pot administrar en nens.

### Contraindicacions
Hi ha diverses situacions en les dones en què no és aconsellable la seva consumició. Primerament no s'aconsella en dones en període de gestació ni durant la menstruació perquè produeix un augment en la mobilitat uterina. Durant la lactància està contraindicat perquè la droga s'excreta per la llet materna. Altres situacions en què no està recomanat són en estrenyiment espàstic (per exemple en còlon irritable) i en problemes intestinals (com colitis, Malaltia de Crohn, inflamacions i obstruccions de l'intestí). Tampoc és aconsellable en casos de fissures anals i hemorroides, ni en persones amb problemes hepàtics, renals, coronaris i estomacals.
Per una altra banda no s'ha de mesclar l'ús d'aquesta planta amb les sals àcides i carbonats alcalins. Només alguns cops pot ser combinada amb espasmolítics com la camamilla, anís o drogues antiemètiques.
També presenta uns efectes col·laterals, que poden ser molestos i perjudicials per a la salut, ja que es poden observar vòmits, còlics, diarrees, congestions dels òrgans abdominals i també es pot haver un augment del flux menstrual en les dones. Per acabar direm que un ús constant d'aquesta espècie pot provocar la manca de potassi en el nostre cos.

### Toxicitat
En general només produeix hepatotoxicitat però la sobredosificació, l'ús perllongat o l'abús són factors de risc importants perquè poden donar melanosi còlica (pigmentació marronosa de l'intestí) o produir una insensibilització del còlon, que es tradueix en un descontrol total del peristaltisme.

## Curiositats
En aquest apartat inclourem aspectes històrics que són bastant importants en l'evolució d'aquesta espècie i també n'explicarem el cultiu actual i el que es realitzava en el passat.

### Història
Aquesta droga va ser utilitzada per primera vegada pels metges Serapió i Mesue de l'Aràbia. Més tard, el metge grec, Achiarius, la va introduir a Grècia. Tots ells recomanaven que s'utilitzessin només els fruits d'aquesta planta perquè pensaven que feien més efecte que els folíols, però ara sabem que els folíols tenen més quantitat de principi actiu. El Sen va ser introduït a Europa al segle xi pels àrabs. En aquells temps era un dels purgants més apreciats. Va ser utilitzat per purgar dràsticament a les persones amb trastorns mentals, amb poc èxit naturalment.

### Cultiu
Sembla que la Cassia angustifolia va ser cultivada a Anglaterra al voltant de 1640. Per aconseguir-ho feien créixer la planta en llits calents durant tot l'estiu. D'aquesta manera la majoria arribava a florir però rarament aconseguien bons fruits.
Actualment es cultiva molt a la regió de Núbia on es recol·lecten dos cultius a l'any, el més abundant al setembre, després de les pluges i l'altre a l'abril. No es recol·lecten mai durant les estacions seques. Per dessecar-la, la droga s'estén sobre pedres i es deixa al Sol.